# DO-178C
استاندارد DO-178C با عنوان ملاحظات نرم‌افزاری در سیستم‌های هوابردی و گواهینامه‌های تجهیزات هواپیما یک سند قانونی برای صدور گواهینامه است که توسط اداره هوانوردی فدرال، آژانس ایمنی هوانوردی اروپا و اداره حمل و نقل کانادا اجرا می‌شود. نسخه قبلی این استاندارد (DO-178B) با همکاری کمیسیون فنی رادیوی هوانوردی ایالات متحده (RTCA) و سازمان تجهیزات هوانوردی تجاری اروپا (EUROCAE) در سال ۱۹۹۲ منتشر شد.
استاندارد DO-178C به سه بخش مجزا تقسیم شده‌است. این سه بخش شامل سند اصلی (هسته)، ۳ مکمل برای بخش‌های ویژه فناوری (از جمله صحت سنجی و توسعه مبتنی بر مدل، فناوری شی گرا، روش‌های فرمال) و در نهایت یک سند ویژه برای تعیین وضعیت و صلاحیت ابزار است. در حال حاضر استاندارد DO-178C/ED-12C به تصویب رسمی از RTCA و EUROCAE رسیده و تمام بخش‌های آن کامل شده‌است. از سوی دیگر سازمان‌های مجری مقررات و مراجع ذی‌صلاح با دریافت اسناد پشتیبانی از استاندارد مذکور، اقدام به اجرای آن کرده‌اند؛ بنابراین با صدور اسناد پشتیبان در سال ۲۰۱۳، این استاندارد برای طرح‌های نسل بعد هواپیماها و همچنین تجهیزات جدید هواپیماهای کنونی اعمال شده‌است.

## تاریخچه
استاندارد DO-178B در سال 1992 به عنوان جایگزین استانداردهای DO-178A و DO-178 ارائه شد. نسخه‌های قبل اغلب در بیان و دستیابی به اهداف مورد نیاز مشکل داشتند تا اینکه استاندارد DO-178B چارچوبی روشن ارائه داد که به شدت توسط مقامات و سازندگان هواپیما و صنعت مورد قبول و پذیرش واقع شد. این استاندارد با رفع و حذف جنبه‌های زیر توانست به این موفقیت دست پیدا کند.
- نیازمندی‌های ویژه محصول (نیازمندی‌های محصولی محور)
- ویژگی های‌خاص روش توسعه و زبان برنامه نویسی

در واقع حذف این محدودیت‌ها از چهارچوب استاندارد، باعث عمومی‌تر شدن آن و علاقه‌مندی هرچه بیشتر طراحان و مراجع ذی‌صلاح برای استناد به آن شد. در ادامه استاندارد DO-178C منتشر شد که همانند نسخه قبلی خود روی موضوعات زیر تمرکز دارد.
تمرکز روی نرم‌افزار با شناسایی رابط‌ها تنها در بخش‌هایی از سیستم و جنبه‌های سخت افزاری
تعریف سطوح مهم و بحرانی برای نرم‌افزار (سطح نرم‌افزار)
تعریف فرایندهای چرخه حیات نرم‌افزار و شناسایی معیارهای کیفیت برای هر فرایند بر اساس سطح خاص نرم‌افزار
تعریف مدارک مورد نیاز برای هر سطح نرم‌افزار، مشخص‌سازی ساختار محتوای کلی
تمرکز روی اهداف، قابلیت‌های سطح نرم‌افزار و خروجی‌های مورد نیاز برای اطمینان از اهداف کیفی
در واقع استاندارد DO-178B/C متعلق به خانواده استانداردهای صنعت اویونیک است که با هدف راهنمایی مسیر توسعه محصولات این صنعت کاربرد دارند. مهم‌ترین استانداردهای این خانواده به شرح زیر هستند:
- اطمینان از فرایندهای ایمنی و ارزیابی ایمنی (سند ARP 4761)
- تضمین کیفیت سیستم‌های پیچیده (سند ARP4754A)
- تضمین کیفیت سخت افزارهای الکترونیکی پیچیده (سند DO-254)
- تضمین کیفیت سیستم‌های نرم‌افزاری (سند DO-178B/C)

همه این استانداردها بر اساس یک مبنا و مفهوم واضح و روشن عمل می‌کنند. هدف اصلی آن‌ها ملزم کردن سیستم به اجرای تنها قابلیت‌های از پیش تعیین شده (و نه غیر از آن) است. هدف دیگر این مجموعه استاندارد، برقراری ایمنی در سیستم است که بطور ویژه بخش‌های بحرانی سیستم را ملزم به اجرای فراینده‌های دقیق‌تر می‌کند. در استانداردهای مذکور یک رویکرد مدل V برای چرخه توسعه سیستم‌های نرم‌افزاری و سخت‌افزاری وجود دارد که بر اساس آن هر عنصر از سیستم به دیگر بخش‌ها وابسته بوده و ارتباطات میان آن‌ها با رابط‌هایی واضح و روشن برقرار می‌شود.